# Baudreville, Eure-et-Loir
Baudreville är en kommun i departementet Eure-et-Loir i regionen Centre-Val de Loire strax norr om centrala Frankrike. Kommunen ligger i kantonen Janville som tillhör arrondissementet Chartres. År 2022 hade Baudreville 239 invånare.

## Befolkningsutveckling
Antalet invånare i kommunen Baudreville
Referens:INSEE